# Парез
Паре́з (от др.-греч. πάρεσις [па́рэсис] «ослабление») — неврологический синдром, снижение силы мышц, обусловленное поражением двигательного пути нервной системы или периферического нерва.
В отличие от паралича (плегии) при парезе сохраняется возможность совершения движений.

## Классификация
- По уровню поражения нервной системы:
  - центральные
  - периферические
  - смешанные
  - психогенные
- По степени выраженности:
  - Лёгкий
  - Умеренный
  - Глубокий
  - Паралич
- По распространенности в пределах одной конечности:
  - Слабость одной мышцы
  - Слабость группы мышц (сгибатели, разгибатели)
  - Части конечности (дистальный или проксимальный)
- По количеству вовлечённых конечностей
  - Одной конечности (монопарез)
  - Двух конечностей (бипарез):
    - Гемипарез, когда поражены рука и нога с одной стороны;
    - Парапарез, когда поражены либо обе руки, либо обе ноги

  - Трёх конечностей (трипарез)
  - Тетрапарез (четырёх конечностей)

Помимо парезов скелетной мускулатуры, термин применим и к мышечным оболочкам внутренних органов: парез кишечника, мочевого пузыря.
Существуют две шкалы оценки выраженности пареза — по степени снижения силы мышц и по степени выраженности пареза, являющиеся обратными друг другу:
1. 0 баллов «силы мышц» — нет произвольных движений. Паралич.
2. 1 балл — едва заметные сокращения мышц, без движений в суставах
3. 2 балла — объём движений в суставе значительно снижен, движения возможны без преодоления силы тяжести по плоскости
4. 3 балла — значительное сокращение объёма движений в суставе, мышцы способны преодолеть силу тяжести, трения (возможность отрыва конечности от поверхности)
5. 4 балла — лёгкое снижение силы мышц, при полном объёме движения
6. 5 баллов — нормальная сила мышц, полный объём движений

По локализации поражения различают две группы параличей, существенно отличающихся клиническими проявлениями:
- вялые (периферические) парезы и параличи
- спастические[2] (центральные) парезы и параличи
- смешанные, имеющие признаки как вялого, так и спастического пареза.

Наиболее значимыми особенностями периферических парезов и параличей является:
1. Гипотония вплоть до атонии (снижение тонуса) мышц;
2. Гипотрофия вплоть до атрофии мышц вследствие прекращения вегетативной иннервации;
3. Гипорефлексия вплоть до арефлексии — снижение выраженности рефлексов с пораженной конечности;
4. Отсутствие патологических знаков;
5. Гораздо реже, при некоторых заболеваниях, встречаются фасцикуляции — непроизвольные сокращения отдельных волокон мышцы, которые являются одним из симптомов поражения больших альфа-мотонейронов передних рогов спинного мозга.

Для центральных парезов характерно:
1. Гипертонус (повышение тонуса мышц) по спастическому (или пирамидному) типу, феномен «складного ножа»;
2. Отсутствие гипотрофии;
3. Гиперрефлексия (повышение интенсивности глубоких рефлексов), вплоть до появления клонусов, а также снижение поверхностных рефлексов;
4. Патологические рефлексы (разгибательные: Бабинского, Оппенгейма, Шеффера, Гордона, Чаддока, Пуссепа; сгибательные: Россолимо, Жуковского, Бехтерева, Менделя и др.);
5. Появление патологических синкинезий (содружественных движений), например, когда больной, произвольно сжимая здоровую кисть в кулак, непроизвольно повторяет это движение больной рукой, но с меньшей силой;

## Причины и механизмы развития болезни
Паралич не вызывается каким-то одним этиологическим фактором. Любое повреждение двигательного пути от нейрона коры до периферического нерва может привести к нарушению двигательной функции.
При повреждении любого участка двигательного пути — от нейрона коры до периферического нерва — возбуждение не передаётся на мышцу, при этом возникает слабость в конечности или другом участке тела, который приводила в движение ослабевшая мышца.

## Диагностика
Выявление пареза происходит исключительно клинически без применения дополнительных инструментальных исследований.
Оценивается сила мышц в сравнении с силой мышц исследователя и противоположной части тела.
Для оценки силы в конечностях используется балльная шкала (см. раздел Классификация).
Реже при отсутствии грубого [чего?] парез может быть не заметен при проведении стандартного теста на сопротивление. В таких случаях парез можно выявить с помощью пробы Барре, когда пациенту предлагается длительно держать руки или ноги в положении на весу. При этом в течение 20 секунд поражённая конечность будет постепенно опускаться.
Особенности диагностики у детей
На первоначальном этапе образования пареза ребёнок чувствует лишь некий дискомфорт, перерастающий впоследствии в паралич. При наличии у детей каких-либо острых болезней нервной системы параличи характеризуются спонтанным и быстрым развитием. При заболевании периферической нервной системы в местах, где присутствуют парезы, ребёнок ощущает боль. При неожиданном приступе необходимо оказать первую помощь, направленную на ограничение заболевания, спровоцировавшего сам парез.

## Лечение и профилактика
В комплексном лечении необходимо использовать тепло в сочетании с массажем, которые способствуют развитию активных нервных импульсов, улучшают трофику тканей. Массаж является своеобразной пассивной гимнастикой. Когда пациент обретает способность производить активные мышечные сокращения, начинают сочетать массаж с активными движениями, постепенно увеличивая нагрузку, включают движения с сопротивлением, которые увеличивают объём и силу мышц. Массаж, применяемый при вялых параличах, необходимо строго дозировать.

### Аппаратные методы
- Проприокоррекция

### Роботизированные методы
При лечении парезов, вызванных центральным поражением нервной системы, широко используются роботизированные комплексы, способствующие восстановлению двигательных функций. Подобные системы основываются на теории моторного обучения за счёт многократного повторения движений. Одним из методов такого лечения является HAL-терапия.